# Тахрир
„Тахрир“ (на арабски: ميدان التحرير, чете се приблизително: Медан ел-Етахрир (meˈdæːn el-, ettæħˈɾiːɾ), в превод: Площад „Освобождение“) е голям площад в централната част на Кайро.
В началото се е казвал площад „Исмаилия“ в чест на владетеля от XIX век Хедиве Исмаил, който поръчва преустройство на центъра на Кайро по проекта си „Нилски Париж“. След Революцията от 1952 г., при която страната се превръща от контролирана от Великобритания конституционна монархия в независима република, площадът е преименуван на „Тахрир“ („Освобождение“).
На площада се намират Египетския музей, щабът на Националната демократична партия (НДП), правителствената сграда „Могама“, щабът на Арабската лига и първият централен кампус на Американския университет - Кайро.
На площада са се провеждали много протести и демонстрации. Най-скорошните са народните вълнения, които започват в края на януари 2011 година.